# Pustka (Łobzowo)
Pustka (kaszb. Pústkô, niem. Putsch) – część wsi Łobzowo w Polsce, położona w województwie pomorskim, w powiecie bytowskim, w gminie Kołczygłowy.
Wchodzi w skład sołectwa Łobzowo, powstała z dawnego folwarku.
W latach 1975–1998 Pustka administracyjnie należała do województwa słupskiego.